# Gerhard Stumpf (Bibliothekar)
Gerhard Stumpf (* 12. Januar 1953 in Bad Kissingen) ist ein deutscher Germanist und Bibliothekar.

## Leben und Wirken
Gerhard Stumpf studiert Germanistik und Romanistik an der Universität Würzburg. Dort legte er 1979 das Staatsexamen für den höheren Schuldienst ab. Seine Promotion mit einer Arbeit über den Schriftsteller Michael Georg Conrad erfolgte 1984. Nach kurzer Zeit als Studienreferendar (1983/1984) trat er 1984 als Bibliotheksreferendar an der Universitätsbibliothek Würzburg in die Ausbildung für den höheren Bibliotheksdienst ein und absolvierte 1986 die Fachprüfung hierfür an der Bayerischen Bibliotheksschule in München. Von 1986 bis zum Eintritt in den Ruhestand 2018 war er als wissenschaftlicher Bibliothekar an der Universitätsbibliothek Augsburg tätig. Im Jahre 2005 wurde er zum Bibliotheksdirektor ernannt und hatte die stellvertretende Leitung dieser Bibliothek inne. Neben seiner Arbeit als Fachreferent für Germanistik und Leiter der Abteilung Medienbearbeitung sowie einiger Sondersammlungen wurde Stumpf zu einem Experten auf dem Gebiet der bibliothekarischen Sacherschließung. Hierzu gehörte neben der Mitwirkung in verschiedenen Fachgremien die Leitung der Schlagwort-Verbundredaktion im Bibliotheksverbund Bayern. Außerdem unterrichtete er an der Bayerischen Bibliotheksschule (Bibliotheksakademie Bayern).

## Veröffentlichungen
- Michael Georg Conrad. Ideenwelt, Kunstprogrammatik, literarisches Werk (= Europäische Hochschulschriften, Reihe 1, Bd. 914). Lang, Frankfurt/M. 1986, ISBN 3-8204-8801-4 (Dissertation Universität Würzburg).
- (Red.): Gelehrtes Schwaben. Wissenschaftler aus und in Bayerisch-Schwaben vom Mittelalter bis ins 19. Jahrhundert. Ausstellung in der Zentralbibliothek der Universität Augsburg, 20. Dezember 1990 bis 2. Februar 1991. Universitätsbibliothek Augsburg 1990.
- (Red., mit Ulrich Hohoff): Thomas Mann im amerikanischen Exil 1938–1952. Begleitheft zur Ausstellung der Universitätsbibliothek Augsburg .... mit Material aus der Sammlung Jonas. Universitätsbibliothek Augsburg 1991.
- (Mitautor): Helmut Koopmann/Rudolf Frankenberger (Hrsg.): Der bessere Bürger. Schaubühne und Drama 1750–1800 im Spiegel der Oettingen-Wallersteinschen Bibliothek. Katalog zur Ausstellung des Lehrstuhls für Neuere Deutsche Literaturwissenschaft und der Universitätsbibliothek Augsburg, 9. Juli 1992. Kurt Bösch zum 85. Geburtstag gewidmet. Universitätsbibliothek Augsburg 1992.
- RSWK - wirklich ein Relikt? Zum Thema "Sacherschließung in Online-Katalogen" und zur Stellungnahme von Klaus Lepsky. In: Bibliotheksdienst, Bd. 29 (1995), S. 670–682.
- Quantitative und qualitative Aspekte der verbalen Sacherschließung in Online-Katalogen. In: Bibliotheksdienst, Bd. 30 (1996), S. 1210–1227.
- (mit Hans-Jürgen Schubert): Beispielsammlung zu den Regeln für den Schlagwortkatalog (RSWK). 2. bearb. Aufl. Deutsches Bibliotheksinstitut, Berlin 1999, ISBN 3-87068-615-4.
- Mühe, Erfolg und Chancen der Kooperation. Eine Bilanz aus 25 Jahren Schlagwortarbeit im Verbund. In: Bibliotheksforum Bayern, Bd. 28 (2000), S. 55–83
- Online-Klassifikation und Klassifikation im Online-Katalog - Alternativen für die RVK? Revisionsvorhaben und künftige Entwicklung. In: Hannelore Benkert (Hrsg.): Die Bibliothek zwischen Autor und Leser (= Zeitschrift für Bibliothekswesen und Bibliographie, Sonderhefte, Bd. 84). Klostermann, Frankfurt/M. 2003, S. 147–159, ISBN 3-465-03252-7.
- Aussondern in einer Universitätsbibliothek - peinlich? notwendiges Übel? Gebot der Stunde? In: Barbara Lison (Hrsg.): Information und Ethik. Dritter Leipziger Kongress für Information und Bibliothek, Leipzig, 19. bis 22. März 2007. Dinges & Frick, Wiesbaden 2007, S. 740–749, ISBN 3-934997-17-1.
- (mit Ulrich Hohoff): Schulbücher aus fünf Jahrhunderten. Das Cassianeum und die Sammlung der Universitätsbibliothek Augsburg. In: Bibliotheksforum Bayern, Bd. 19 (2012), S. 139–161.
- (Red.): Phönix aus der Asche. Werkbeispiele aus der Salzmann-Sammlung der verb(r)annten Bücher in der Universitätsbibliothek Augsburg. epubli GmbH, Berlin 2014, ISBN 3-8442-9027-3.
- Sacherschließung und Kataloganreicherung. In: Rolf Griebel u. a. (Hrsg.): Praxishandbuch Bibliotheksmanagement. Bd. 1. De Gruyter Saur, Berlin 2015, S. 357–379, ISBN 978-3-11-030315-5.
- (Hrsg., mit Andrea Voß u. Ulrich Hohoff): Die Bibliothek der verbrannten Bücher. Die Sammlung von Georg P. Salzmann in der Universitätsbibliothek Augsburg. Allitera-Verlag, München 2019, ISBN 978-3-96233-107-8 (2. Aufl. 2020).